# Dioscorea pencana
Dioscorea pencana là một loài thực vật có hoa trong họ Dioscoreaceae. Loài này được Phil. mô tả khoa học đầu tiên năm 1896.